# Callistemon rigidus
Callistemon rigidus là một loài thực vật có hoa trong Họ Đào kim nương. Loài này được R.Br. mô tả khoa học đầu tiên năm 1819.

## Hình ảnh

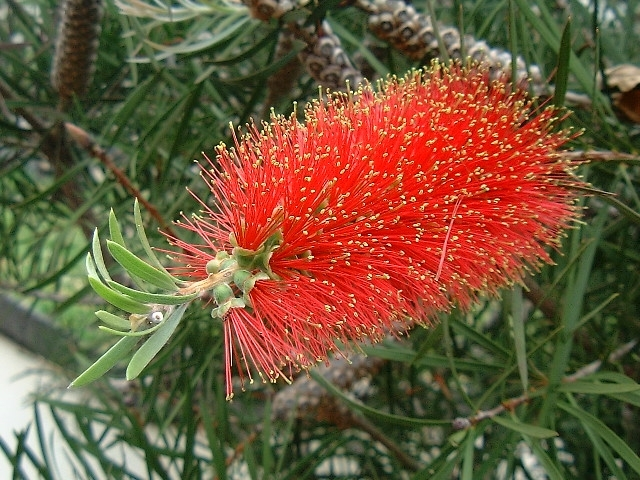
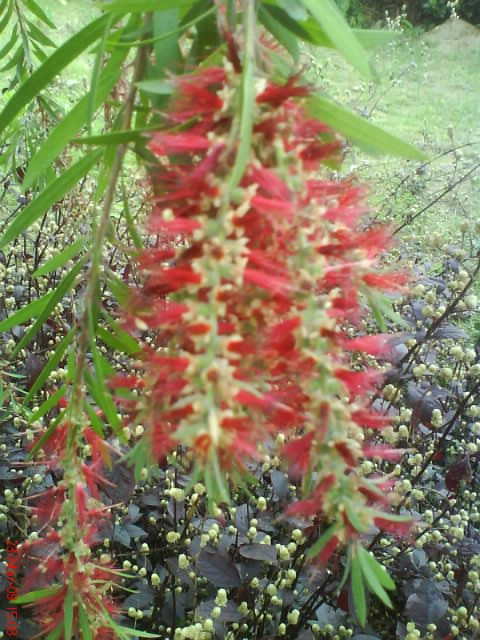
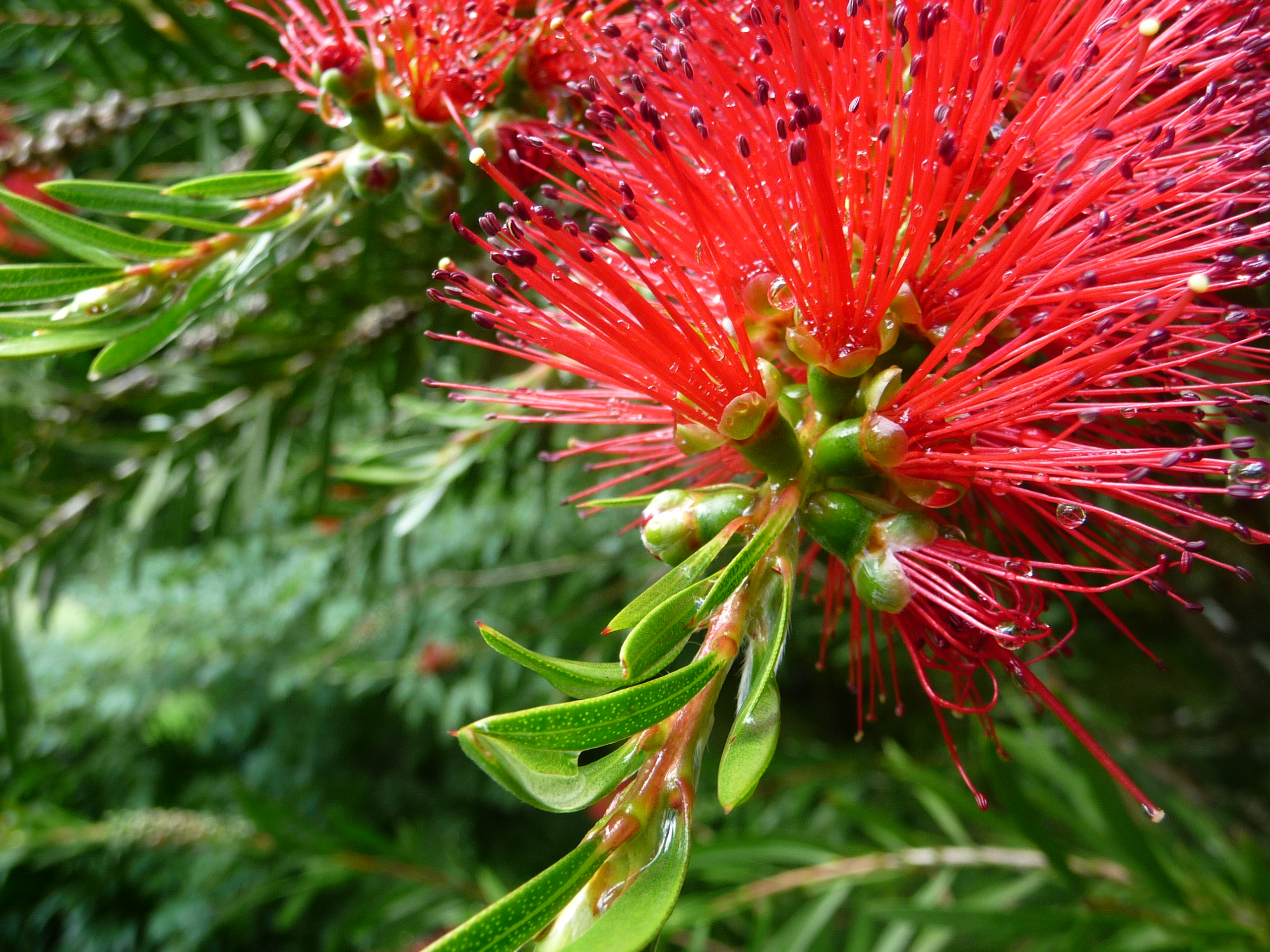
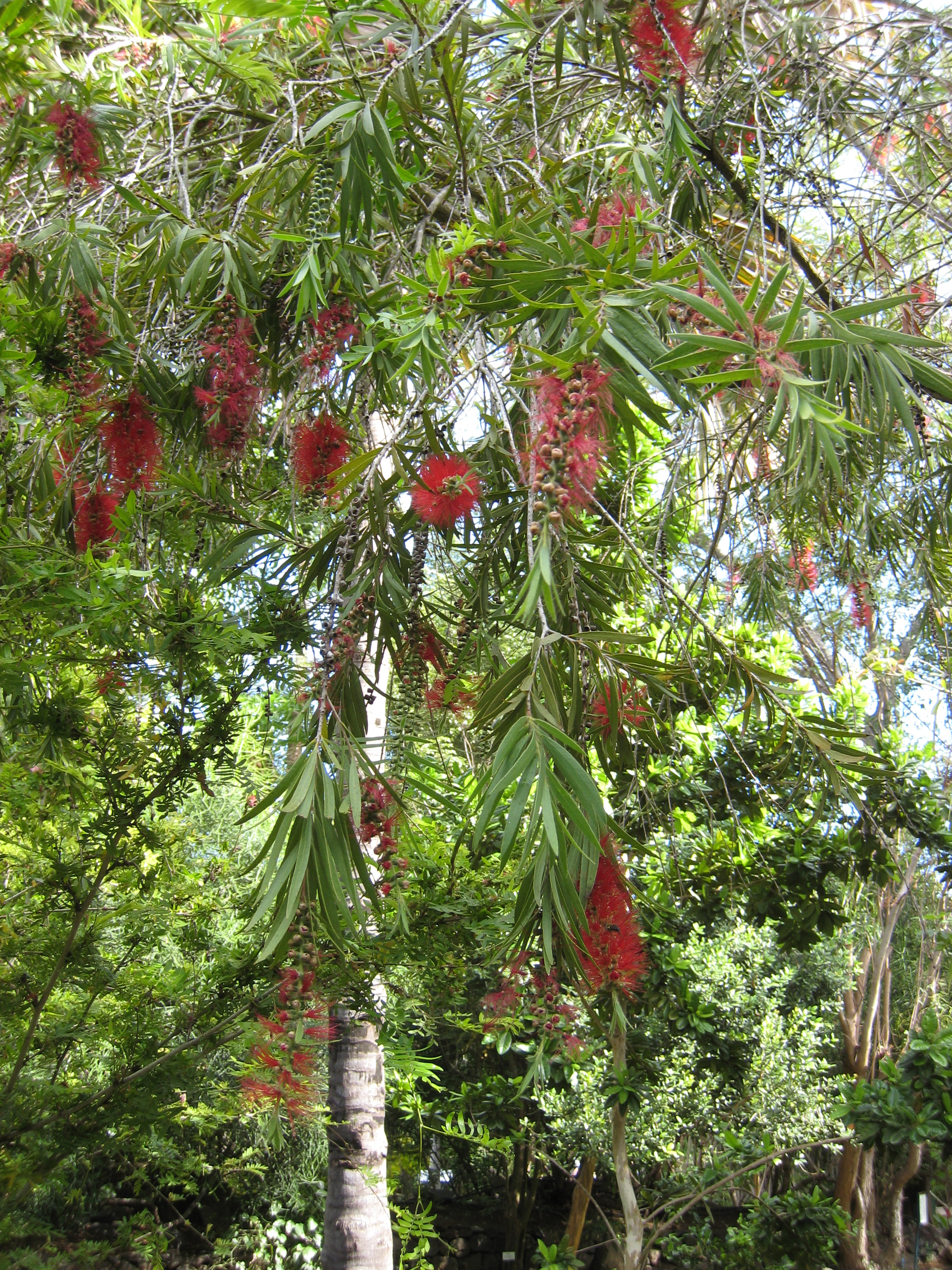